# اره‌گر
اره‌گر یکی از کوی‌های قدیمی شهر تبریز در محلهٔ حکم‌آباد است. اره‌گری کوی بزرگی است، چسبیده به محلهٔ «قوچ داشی» و در قسمت غربی آن در محلهٔ اره‌گر، کوچه‌ای به نام «قریه بیگ» یا «قلعه بیگ» بوده و در اثر مرور زمان به اره‌گر تبدیل شده‌است. از کوی‌های معروف حکم‌آباد، کوی «منطش» است که نام قنات بزرگی بوده و هم محله قره‌آغاج و هم محلهٔ حکم‌آباد را سیراب می‌ساخت.
محله کشک (کوشک) که معنای آن در لغت به مفهوم قصر و کاخ است، کویی است یادگاری از دوران غازان خان ایلخانی. به دلیل همان داستان کوچ دادن مردم به سه کیلومتری شنب غازان، پس از به تخت نشستن و حفر قناتی به نام قنات «کوشک» که مزرعه و باغات قصر سلطان محمود غازان را سیراب می‌کرده، نهایتاً نامگذاری محل به همین نام بوده‌است.